# کلاته تیرکمان
کلاته تیرکمان، به گویش نیشابوری: کِلَت تیر کِمُ روستایی است از توابع بخش شامکان و در شهرستان ششتمد استان خراسان رضوی ایران.حدود۲۰۰خانوار جمعیت.

## جمعیت
این روستا در دهستان ربع شامات قرار داشته و بر اساس سرشماری سال 1390 جمعیت آن 1124 نفر (257 خانوار)
بوده است.